# 皮內鎮區 (密蘇里州俄勒岡縣)
皮內鎮區（英語：Piney Township）是位於美國密蘇里州俄勒岡縣的一個行政鎮區。

## 地方資料
皮內鎮區的面積為202.89平方千米，當中陸地面積為202.40平方千米，而水域面積為0.49平方千米。根據2020年美國人口普查的數據，當地共有人口1857人，而人口密度為每平方千米9.15人。